# Jakob Minor
Jakob Minor, född den 15 april 1855 i Wien, död där den 9 oktober 1912, var en österrikisk germanist. 
Minor blev 1880 docent i tyska språket och litteraturen i Wien och återkom, efter att ha beklätt lärarplatser vid flera olika universitet, till sin födelsestad 1885 som extra ordinarie professor. År 1888 utnämndes han till ordinarie. 
Minor utövade ett utomordentligt omfattande vetenskapligt författarskap, som vars främsta frukter bör nämnas Chr. F. Weisse (1880), Studien zur Goethe-Philologie (samma år, med Sauer), J. G. Hamann (1881), Die Leiche und Lieder des Schenken Ulrich von Winterstetten (1882), Die Schicksalstragödie in ihren Hauptvertretern (1883), Die deutsche Literatur in Wien und Niederösterreich (1886), Schiller (2 band, 1890), Allerhand Sprachgrobheiten (1892), Neuhochdeutsche Metrik (1893; 2:a upplagan 1901), Ferdinand von Saar (1898), Goethes Faust. Entstehungsgeschichte und Erklärung (2 band, 1901), Goethes Fragments vom ewigen Juden und vom wiederkehrenden Heliand (1904) och Studien zu Novalis (1911 ff.). 
Dessutom behandlade han i ett otal tidskrifts- och tidningsuppsatser och recensioner en mängd olika ämnen i synnerhet i nyare tidens tyska litteraturhistoria. Han var vidare mycket verksam som utgivare: August Wilhelm Schlegel, Friedrich Schlegel, Arnim, Brentano, Tieck, Novalis, Goethe, Schiller, von Saar med flera utgavs av Minor och kommenterades på ett mönstergillt sätt.